# Кортни, Джай
Джай Стивен Кортни (англ. Jai Stephen Courtney; род. 15 марта 1986, Новый Южный Уэльс, Австралия) — австралийский актёр, известный по роли Варрона в сериале «Спартак: Кровь и песок» и ролям в фильмах «Дивергент», «Джек Ричер», «Крепкий орешек: Хороший день, чтобы умереть», «Терминатор: Генезис» и «Отряд самоубийц».

## Биография
Кортни родился и вырос на северо-западе Нового Южного Уэльса. Его отец Крис работает в государственной электроэнергетической компании, мать Карен преподаёт в начальной школе, в которой учился Джай. Также, Джай учился в Cherrybrook Technology High School.
В 2008 году он окончил Западную австралийскую академию исполнительного искусства (WAAPA). У актера есть старшая сестра Бри Кортни.

## Карьера
22 февраля 2012 года было объявлено, что он снимется в фильме «Крепкий орешек: Хороший день, чтобы умереть» в роли сына Джона Макклейна — Джека Макклейна. Также он сыграл отрицательную роль в фильме «Джек Ричер» с Томом Крузом в главной роли. 14 марта 2013 года было объявлено, что Кортни получил роль Эрика в фильме «Дивергент» — экранизации одноимённого романа. Затем стало известно, что Кортни исполнит роль Эрика и во второй части. В феврале 2014 стало известно, что он сыграет Кайла Риза в фильме «Терминатор: Генезис».
В 2016 году актер сыграл Капитана Бумеранга в супергеройском боевике «Отряд самоубийц», а в 2019 появился в боевике с элементами киберпанка «Алита: Боевой ангел».
В 2020-м Джая Кортни можно было увидеть в фильме «Честный вор» с Лиамом Нисоном. Летом 2021 года в российский прокат выйдут сразу два фильма, снятые при участии Джая. Первый — «Красотка на взводе» — выйдет в конце июля. В экшн-боевике также снялись Кейт Бекинсейл, Бобби Каннавале, Стэнли Туччи и Лаверна Кокс. Второй — «Отряд самоубийц: Миссия навылет» — в августе.

## Личная жизнь
В период с 2006 по 2014 год Кортни встречался с актрисой Джеммой Пранита. Долгое время встречался с Мекки Дент. По состоянию на начало 2025 год - партнёршей Джая стала Дина Шихаби. У них есть совместная  дочь, рождённая в 2024 году.

## Фильмография
| Год       |     | Русское название                            | Оригинальное название                    | Роль                                        |
| --------- | --- | ------------------------------------------- | ---------------------------------------- | ------------------------------------------- |
| 2005      | кор | Старшеклассники                             | Boys Grammar                             | Алекс                                       |
| 2008      | с   | Все святые                                  | All Saints                               | Харви Эвент                                 |
| 2008—2009 | с   | В гости к Рафтерсам                         | Packed to the Rafters                    | Дэмиен                                      |
| 2009      | ф   | Stone Bros.                                 | Stone Bros.                              | Эрик                                        |
| 2010      | с   | Спартак: Кровь и песок                      | Spartacus: Blood and Sand                | Варрон                                      |
| 2012      | ф   | Джек Ричер                                  | Jack Reacher                             | Чарли                                       |
| 2013      | ф   | Крепкий орешек: Хороший день, чтобы умереть | A Good Day to Die Hard                   | Джек Макклейн                               |
| 2013      | ф   | Особо тяжкое преступление                   | Felony                                   | Джим Мелик                                  |
| 2014      | ф   | Я, Франкенштейн                             | I, Frankenstein                          | Гидеон                                      |
| 2014      | ф   | Дивергент                                   | Divergent                                | Эрик                                        |
| 2014      | ф   | Искатель воды                               | The Water Diviner                        | подполковник Сесил Хилтон                   |
| 2014      | ф   | Несломленный                                | Unbroken                                 | Хью «Кап» Каппернел                         |
| 2015      | ф   | Дивергент, глава 2: Инсургент               | The Divergent Series: Insurgent          | Эрик                                        |
| 2015      | ф   | Терминатор: Генезис                         | Terminator Genisys                       | Кайл Риз                                    |
| 2015      | ф   | Война                                       | Man Down                                 | Девин Робертс                               |
| 2016      | ф   | Отряд самоубийц                             | Suicide Squad                            | Джордж «Диггер» Харкнесс / Капитан Бумеранг |
| 2016      | ф   | Исключение                                  | The Exception                            | капитан Стефан Брандт                       |
| 2017      | с   | Жаркое американское лето: 10 лет спустя     | Wet Hot American Summer: Ten Years Later | Гарт                                        |
| 2019      | ф   | Мой друг мистер Персиваль                   | Storm Boy                                | Отшельник Том                               |
| 2019      | ф   | Алита: Боевой ангел                         | Alita: Battle Angel                      | Джашуган                                    |
| 2019      | ф   | Обман                                       | Buffaloed                                | Уизз                                        |
| 2019      | ф   | Всегда верен                                | Semper fi                                | Каллахан                                    |
| 2020      | ф   | Честный вор                                 | Honest Thief                             | агент Нивенс                                |
| 2021      | ф   | Красотка на взводе                          | Jolt                                     | Джастин                                     |
| 2021      | ф   | Отряд самоубийц: Миссия навылет             | Suicide Squad 2                          | Джордж Харкнесс / Капитан Бумеранг "Бумер"  |
| 2022      | с   | Список смертников                           | The Terminal List                        | Стивен Хорн                                 |
| 2022      | ф   | Координаты «Цитадель»                       | Black Site                               | Раймонд                                     |
| 2023      | с   | Калейдоскоп                                 | Kaleidoscope                             | Боб Гудвин                                  |
| 2024      | ф   | Мой любимый двортерьер                      | Runt                                     | Брайан Ширер                                |